# Espagne (Schiff, 1909)
Die Espagne war ein belgisches Frachtschiff, das im Ärmelkanal in der Nähe von St. Catherine’s Point, Isle of Wight, Großbritannien, versenkt wurde, als sie von Le Havre, Frankreich, nach Newport, Monmouthshire, Großbritannien, unterwegs war.

## Bau
Das Schiff wurde in Hoboken auf der Werft von Chantiers Navals Anversois gebaut. Die Indienststellung war im März 1909. Eigner war die Reederei Adolf Deppe aus Antwerpen. Das Schiff war 71,78 m lang, 11 m breit und hatte eine Tiefgang von 3,7 m. Die Vermessung war 1.463 BRT. Die Espagne hatte eine Dreizylinder-Kolbendampfmaschine, die einen Propeller antrieb.

## Untergang
Die Espagne wurde von UC 71 am 25. Dezember 1917 um 6:35 Uhr torpediert. Das Schiff sank auf eine Tiefe von mehr als 40 Metern (Position 50° 26′ N, 1° 29′ W). Von den 24 Menschen an Bord wurden 21 getötet. Die drei anderen wurden gerettet. Das Wrack ist weitgehend zerstört.